# Bonte lindebladluis
Bonte lindebladluis (Eucallipterus tiliae) is een lid van de superfamilie van de Bladluizen.

## Voorkomen
Volwassenen zijn te herkennen aan een zwarte streep langs het lichaam en een troebelzwarte vleugelrand.

## Voedsel
Ze prikken met een zuigsnuit de sapstroom van Lindes aan. Om voldoende aminozuren uit hun voedsel te halen, zuigen ze overmatig en lozen ze de overtollige suikers. Dit levert een plakkerig goedje (honingdauw) op, dat neerkomt onder de boom.

## Afbeeldingen

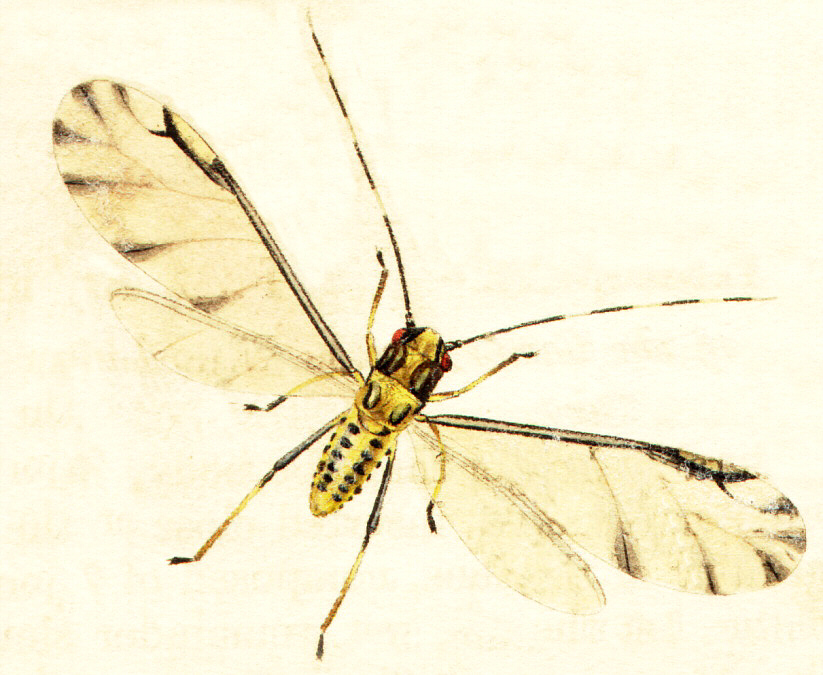
Tekening 577 uit British Entomology Volume 7 (John Curtis)
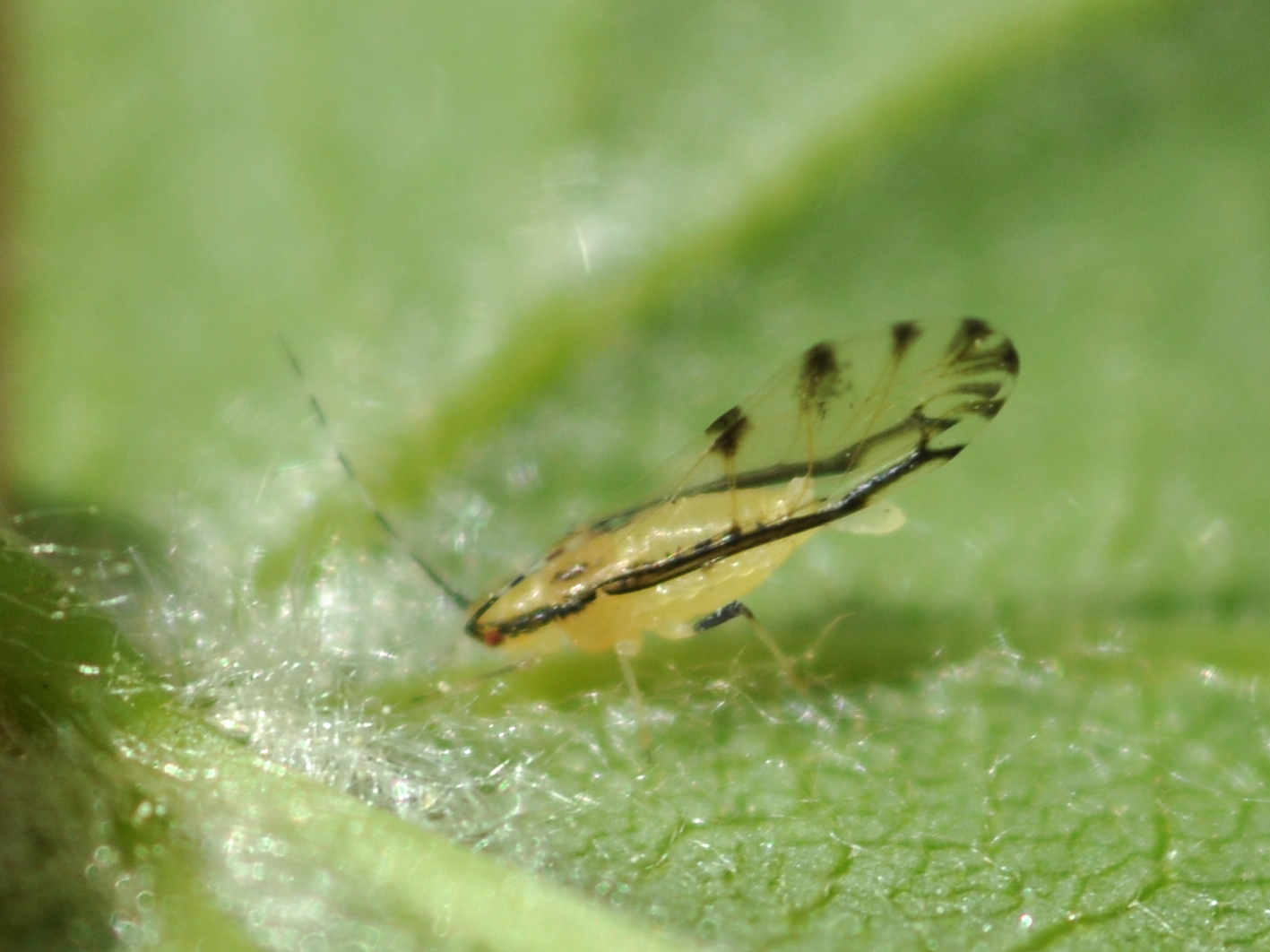
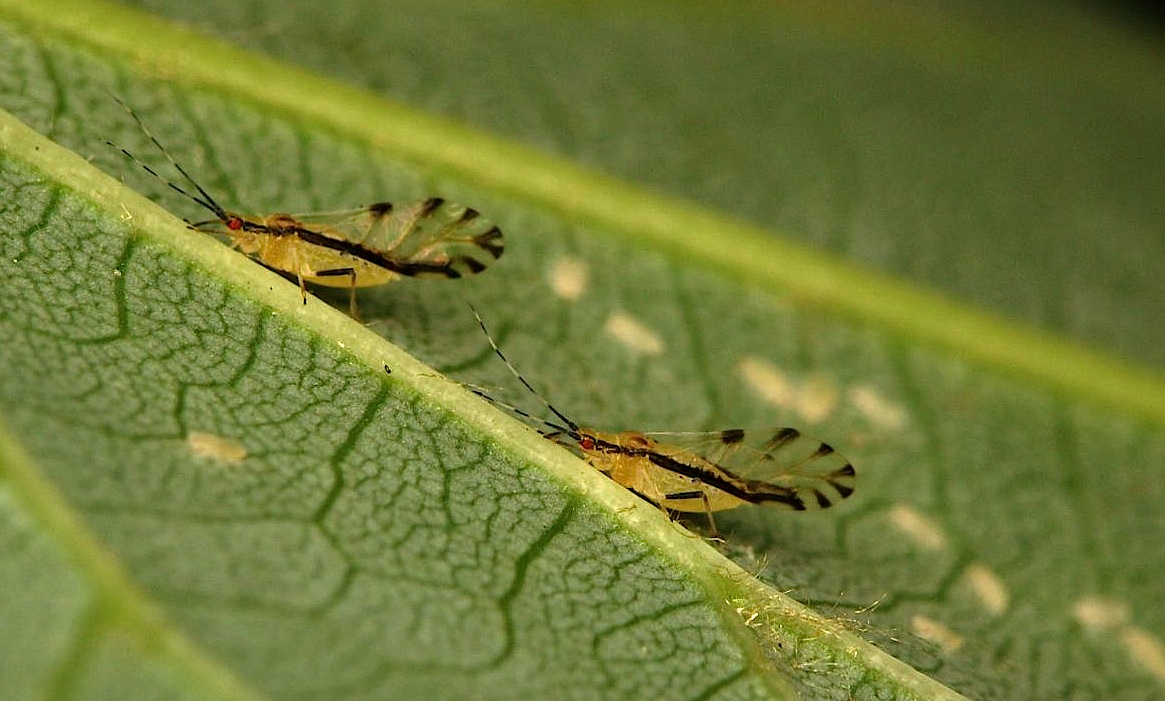